# بنت لاغا
بنت لاغا امراة تركية حكمت مدينة بنغازي الليبية في بداية العهد العثماني كانت تتخذ من منطقة المنستيرا مقرا لها وكانت تسجن العصاة في شارع يعرف باسم شارع الحشر في مركز مدينة بنغازي.